# Selecció de futbol de Bòsnia i Hercegovina
La Selecció de futbol de Bòsnia i Hercegovina és l'equip representatiu del país a les competicions oficials. La seva organització està a càrrec de l'Associació de Futbol de Bòsnia i Hercegovina, pertanyent a la UEFA.
La selecció de Bòsnia i Hercegovina va néixer el 1995 després del desmembrament de Iugoslàvia. Abans, els jugadors bosnians jugaven a la selecció de futbol de Iugoslàvia.
Per a l'Eurocopa 2004, Bòsnia va estar molt a prop de classificar-se, però no ho va aconseguir per un gol de diferència davant la selecció de Dinamarca. Es va classificar pel seu primer Mundial el 2014.

## Participacions en la Copa del Món
- Des de 1930 a 1994 - No hi participà perquè l'estat formava part de Iugoslàvia i, per tant, el representava la selecció de Iugoslàvia
- Des de 1998 a 2010 - No es classificà
- Brasil 2014 - Primera fase
- 2018 - No es classificà

## Participacions en l'Eurocopa
- Des de 1960 a 1992 - No hi participà perquè l'estat formava part de Iugoslàvia i, per tant, el representava la selecció de Iugoslàvia
- 1996 - No participà
- Del 2000 al 2016 - No es classificà

## Entrenadors
- Mirsad Fazlagić 1992 – 1993
- Fuad Muzurović 1993 - 1998
- Džemaludin Mušović 1998 - 1999
- Faruk Hadžibegić 1999
- Mišo Smajlović 1999 - 2002
- Blaž Slišković 2002 - 2006
- Fuad Muzurović 2006 - 2007
- Meho Kodro 2008
- Miroslav Blažević 2008–2009
- Safet Sušić 2010–

## Jugadors
Els següents 23 jugadors han estat convocats per la Copa del Món 2014
| Dorsal | Posició | Jugador            | Data de naixement/edat | Partits | Gols | Club                        |
| ------ | ------- | ------------------ | ---------------------- | ------- | ---- | --------------------------- |
| 1      | POR     | Asmir Begović      | 20 de juny de 1987     | 30      | 0    | Stoke City                  |
| 12     | POR     | Jasmin Fejzić      | 15 de maig de 1986     | 0       | 0    | VfR Aalen                   |
| 22     | POR     | Asmir Avdukić      | 13 de maig de 1981     | 3       | 0    | Borac Banja Luka            |
| 2      | DEF     | Avdija Vršajević   | 6 de març de 1986      | 13      | 0    | Hajduk Split                |
| 3      | DEF     | Ermin Bičakčić     | 24 de gener de 1990    | 7       | 1    | 1899 Hoffenheim             |
| 4      | DEF     | Emir Spahić        | 18 d'agost de 1980     | 74      | 3    | Bayer Leverkusen (capità)   |
| 5      | DEF     | Sead Kolašinac     | 20 de juny de 1993     | 4       | 0    | Schalke 04                  |
| 6      | DEF     | Ognjen Vranješ     | 24 d'octubre de 1989   | 13      | 0    | Elazığspor                  |
| 7      | DEF     | Muhamed Bešić      | 10 de setembre de 1992 | 9       | 0    | Ferencváros                 |
| 13     | DEF     | Mensur Mujdža      | 28 de març de 1984     | 24      | 0    | SC Freiburg                 |
| 15     | DEF     | Toni Šunjić        | 15 de desembre de 1988 | 7       | 0    | Zorya Luhansk               |
| 8      | MIG     | Miralem Pjanić     | 2 d'abril de 1990      | 48      | 8    | Roma                        |
| 10     | MIG     | Zvjezdan Misimović | 5 de juny de 1982      | 82      | 25   | Guizhou Renhe (2n capità)   |
| 14     | MIG     | Tino-Sven Sušić    | 13 de febrer de 1992   | 2       | 0    | Hajduk Split                |
| 16     | MIG     | Senad Lulić        | 18 de gener de 1986    | 33      | 1    | Lazio                       |
| 17     | MIG     | Senijad Ibričić    | 26 de setembre de 1985 | 42      | 4    | Kayseri Erciyesspor         |
| 18     | MIG     | Haris Medunjanin   | 8 de març de 1985      | 35      | 5    | Gaziantepspor               |
| 19     | DAV     | Edin Višća         | 17 de febrer de 1990   | 10      | 0    | İstanbul BB                 |
| 20     | MIG     | Izet Hajrović      | 4 d'agost de 1991      | 7       | 2    | Galatasaray                 |
| 21     | MIG     | Anel Hadžić        | 16 d'agost de 1989     | 2       | 0    | Sturm Graz                  |
| 23     | MIG     | Sejad Salihović    | 8 d'octubre de 1984    | 42      | 4    | 1899 Hoffenheim             |
| 9      | DAV     | Vedad Ibišević     | 6 d'agost de 1984      | 55      | 20   | VfB Stuttgart               |
| 11     | DAV     | Edin Džeko         | 17 de març de 1986     | 62      | 35   | Manchester City (3r capità) |

## Jugadors històrics
- Sergej Barbarez
- Elvir Baljić
- Elvir Bolić
- Mirsad Hibić
- Meho Kodro
- Hasan Salihamidžić
- Safet Sušić
- Saša Papac
- Vladan Grujić
- Emir Spahić
- Muhamed Konjić
- Zvjezdan Misimović
- Vedad Ibišević
- Mirsad Bešlija
- Zlatan Bajramović
- Edin Džeko